# Tai nạn hàng không Learjet 45 tại Thành phố México 2008
Một máy bay của Bộ nội vụ México đã rơi tại trung tâm Thành phố México vào khoảng 18:45 giờ địa phương hôm Thứ Ba 4 tháng 11 2008. Vụ tai nạn khiến Bộ trưởng Nội vụ Juan Camilo Mourino, cựu công tố viên bài trừ ma túy Jose Luis Santiago Vasconcelos và sáu người khác trên máy bay và sáu người khác dưới mặt đất thiệt mạng.
Máy bay rơi trong giờ cao điểm gần khoảng giao nhau Paseo de la Reforma và Anillo Periférico, trong khu dân cư Las Lomas sang trọng và huyện kinh doanh

## Chi tiết
Phong cảnh Paseo de la Reforma Đại lộ Reforma, nơi máy bay bị tai nạn.
Chiếc phi cơ phản lực Learjet 45 của chính phủ rời Sân bay quốc tế Ponciano Arriaga và cách Sân bay quốc tế Thành phố México 12 km chuẩn bị đáp và rớt trong giờ cao điểm, thiêu hủy nhiều xe cộ đậu trên đường phố và gây ra tổn thất nặng nề cho nỗ lực chống ma túy của Tổng thống Felipe Calderon.
Phát ngôn viên tổng thống Max Cortazar cho hay ông Mourino và một nhóm các cố vấn chính phủ đã đến tham dự buổi lễ phát động một chương trình nhằm chào đón những người di dân trở về tại thành phố San Luis Potosi hôm Thứ Ba và đang trên đường quay về phi trường quốc tế Thành phố México thì phi cơ rớt.

## Thương vong
Vụ rớt phi cơ có vẻ là một tai nạn nhưng sự mất mát của Bộ trưởng Nội vụ Juan Camilo Mourino, cựu công tố viên bài trừ ma túy Jose Luis Santiago Vasconcelos và sáu người khác đã làm suy yếu thêm hàng ngũ lãnh đạo đang gặp nhiều khó khăn ở México.

## Chính phủ lên tiếng

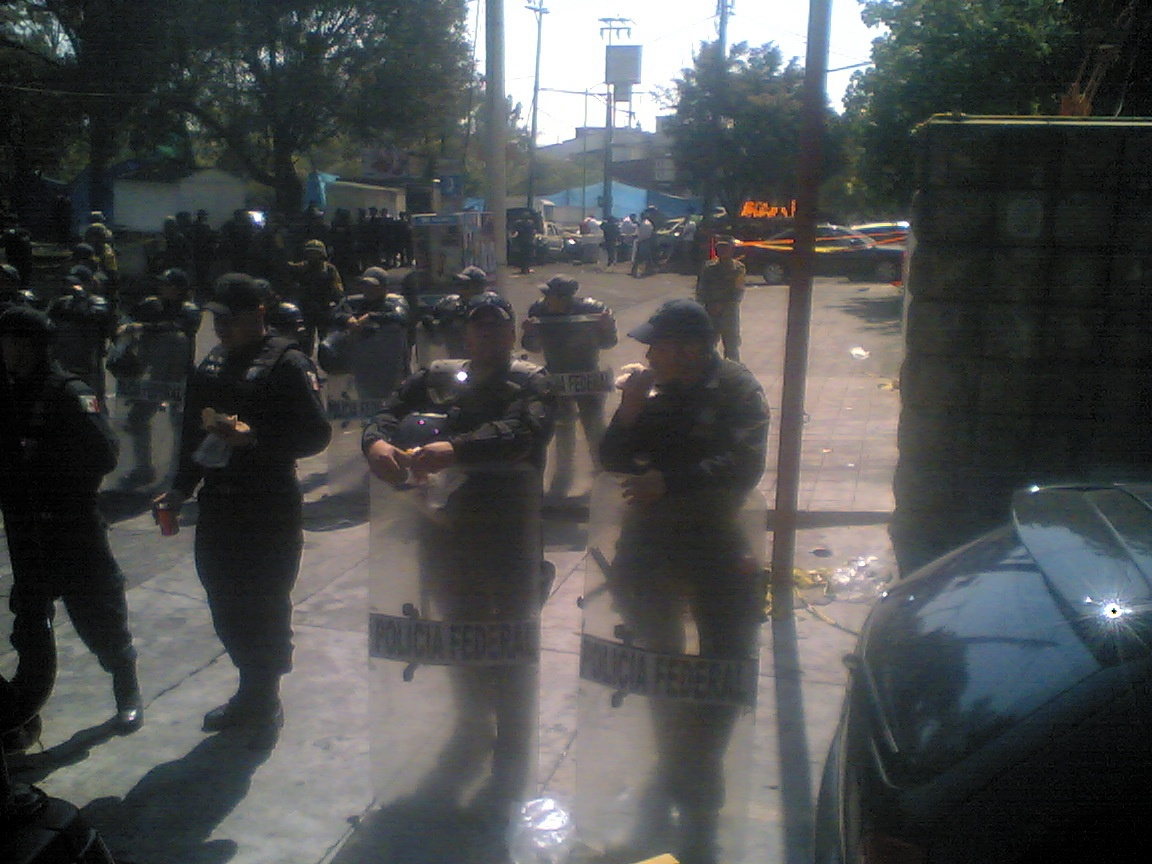
Cảnh sát bảo vệ hiện trường, với những chiếc xe bốc cháy đằng sau.

Đại sứ Hoa Kỳ Antonio Garza ca ngợi hai viên chức chính phủ đã thiệt mạng và nói rằng họ là những người tiêu biểu cho cuộc chiến chống tội phạm có tổ chức.
Ông Mourino, 37 tuổi, là một trong những cố vấn thân cận nhất của Tổng thống Felipe Calderon nhưng đã gặp nhiều tai tiếng kể từ khi nhậm chức giữa lúc có cuộc chiến mãnh liệt nhất nhắm vào các băng đảng ma túy ở México. Ông có trách nhiệm về an ninh cho cả quốc gia México.
Tổng thống Calderon đã gửi hàng chục ngàn binh sĩ và cảnh sát liên bang đến khắp các tiểu bang ở México để tiêu diệt các băng đảng ma túy vốn đang mở ra các trận chiến ngày càng đẫm máu và hung bạo để dành vùng kiểm soát và giết hại các giới chức cảnh sát.
Giới hữu trách cho hay không có lời kêu cứu nào đã được gửi đi và việc rớt phi cơ có vẻ là một tai nạn. Tuy nhiên ông Calderon nói chính phủ sẽ "thi hành các cuộc điều tra cần thiết để tìm ra nguyên nhân của thảm kịch này."
Các chuyên gia Hoa Kỳ từ Cơ quan Hàng không Liên bang và Hội đồng An toàn Giao thông Quốc gia đến México vào ngày 5 tháng 11 để trợ giúp cuộc điều tra.